# Francesco Fontana (sportivo)
Francesco Fontana, all'anagrafe Francesco Girolamo Learco Fontana, conosciuto da tutti come Checco (Bassano del Grappa, 19 dicembre 1943), è un dirigente sportivo ed ex allenatore e giocatore di hockey su pista italiano, considerato tra i più forti portieri italiani di hockey su pista di sempre.

## Biografia

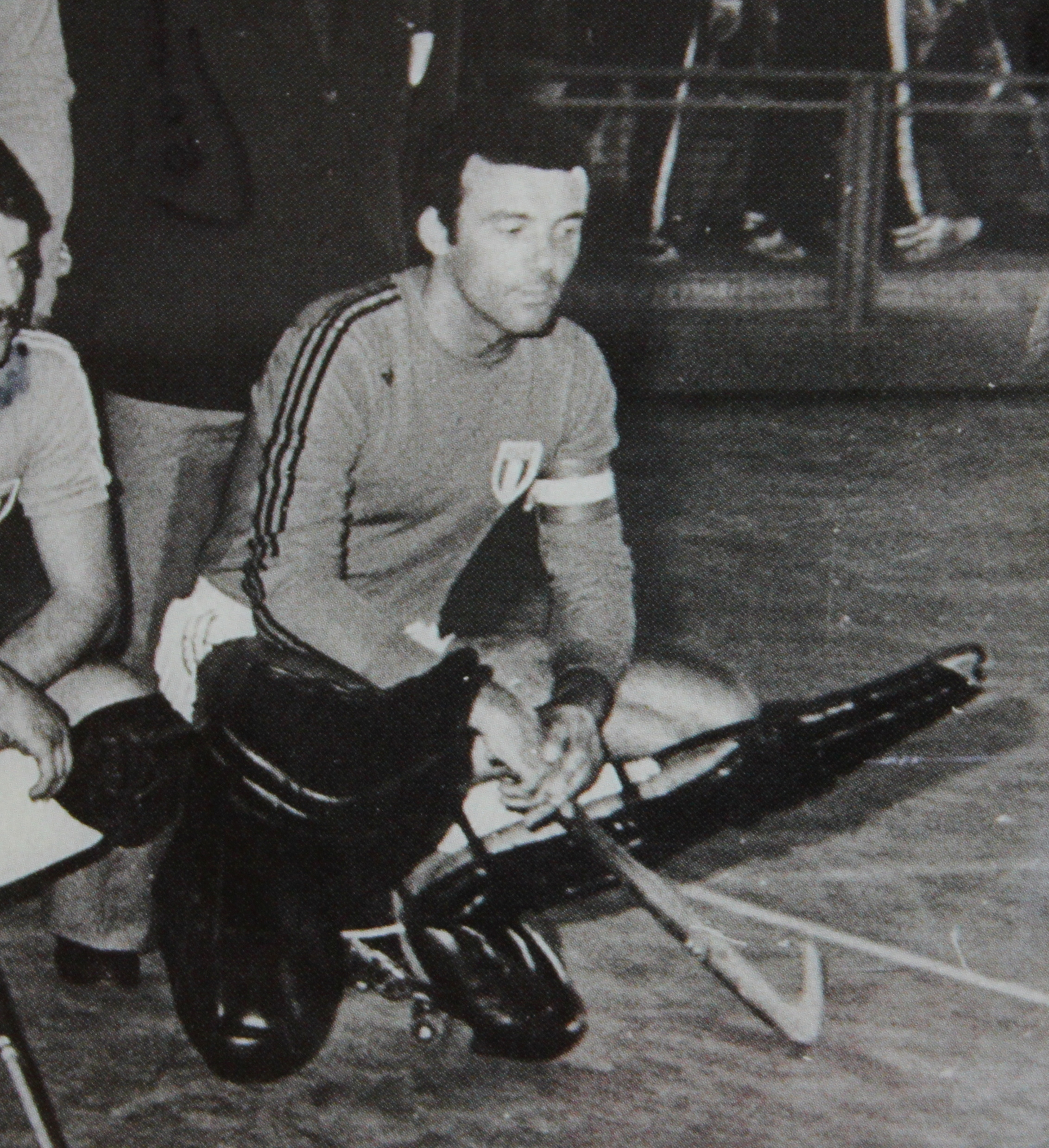
Checco con la maglia della nazionale.

Fontana ha disputato sei campionati in Serie A con la maglia del Bassano. Successivamente ha militato nelle seguenti società: Iris Modena (1969-1970-1971), Hockey Novara (1972-1973-1974), Unione Ginnastica Goriziana (1975-1976-1977), Pordenone (1978). Nel 1979 è tornato a Novara e a Gorizia per il campionato 1979-80. In seguito dall'80 all'85 ha militato nel Lodi, nel Vercelli, nonché a Monza. Il 30 marzo 1985 chiude la sua carriera nel Roller Monza. È stato presente nella Nazionale italiana di Hockey su pista dal 1963 al 1983.
Francesco Fontana ha dato così un contributo alla città di Bassano del Grappa per quanto riguarda l'hockey su pista durante gli anni ottanta e novanta, rilasciando anche numerose interviste per Il Giornale di Vicenza, per il Gazzettino e anche per Rai Sport, partecipando a Domenica Sportiva. Per quasi tutto il 2009, Francesco Fontana ha ricoperto la carica di presidente per la società sportiva di hockey, Roller Bassano. È stato altresì allenatore di portieri, nonché istruttore di tennis. Durante la sua vita ha anche insegnato Educazione Fisica, presso alcuni istituti di Bassano del Grappa. Sebbene sia interessato ancora all'hockey, e malgrado l'età, come hobby si allena per gare di ciclismo.
Occasionalmente collabora con Bassano News, un magazine gratuito distribuito su tutto il territorio bassanese, dove cura la pagina sportiva con qualche spunto di attualità. Suo figlio, Giovanni Fontana, è stato per anni portiere per il Bassano 54, in Serie B ed in A2 per poi approdare in Serie A1 come vice di Massimo Cunegatti; successivamente si è trasferito al Castiglione, al Seregno, poi al Follonica e nel 2010-2011 nuovamente per il Seregno; nella stagione 2011-2012 ha giocato per il Sarzana.
Fontana ha scritto poi, un libro: Con la ragione e con il cuore. Di genere descrittivo-narrativo, tale libro è una serie di raccolte di lettere, dove il tema principale è un intreccio di passione per lo sport, storia, nonché fatti realmente accaduti, infatti Francesco, come spiegato su Bassano News, ha una visione piuttosto "umanistica" della vita. Poiché, le varie lettere sono indirizzate a varie persone (con obiettivi diversi), tratte da Bassano News, sono spesso presenti alcuni tratti di attualità, di vita quotidiana.
È stato pubblicato nel mese di marzo 2008 da Editrice Artistica Bassano (con collaborazione de "Lo sport nel Bassanese"). Così, tra una lettera ed un'altra sono presenti alcune foto, non solo di hockey (ad esempio, la squadra della Nazionale Italiana, con Francesco portiere), ma anche foto di calcio e altri sport (come, la rovesciata di Sergio Campana con la maglia del Lanerossi Vicenza).
Nel frattempo Fontana si dedica molto alla lettura, e al ciclismo. L'ambiente delle varie lettere indirizzate per ogni età, presenta varie sfumature di Bassano, come il Brenta, o varie località come Santa Croce e Angarano o talvolta sono citati i Maragonsei (località di sentieri e boschi, con qualche agriturismo tipico).
Lo ritroviamo, infine, in un DVD sponsorizzato dal Comune bassanese sugli anni d'oro dello sport locale.

## Palmarès

### Club
Durante la sua carriera sportiva (1972-1985) Fontana ha vinto:
- Tre Scudetti (con l'Hockey Novara);
- Uno Scudetto (con l'Amatori Lodi);
- Due Scudetti (con l'Amatori Vercelli);
- Una Coppa Italia (con l'Hockey Novara);
- Una Coppa Italia (con l'Amatori Vercelli);
- Finalista in Coppa Campioni (con l'Hockey Novara);
- Una Coppa CERS (con l'Amatori Vercelli);
- Due medaglie d'oro al valore sportivo della Città di Bassano e al Panathlon Club International di Modena.

### Nazionale Italiana
Checco Fontana è stato portiere anche per la Nazionale Italiana di Hockey su Pista:
- Campione della Nazionale Italiana di Hockey;
- Coppa d'argento a tutta la Nazionale Italiana.